# الناس والكلاب
الناس والكلاب هو كتاب يحوي مجموعة من القصص القصيره من تأليف الطبيب المصري الدكتور معوض جاد الرب صدر عن الدار القومية للنشر والطباعة بالقاهرة عام 1964 .

## الكتاب به قصص متعدده

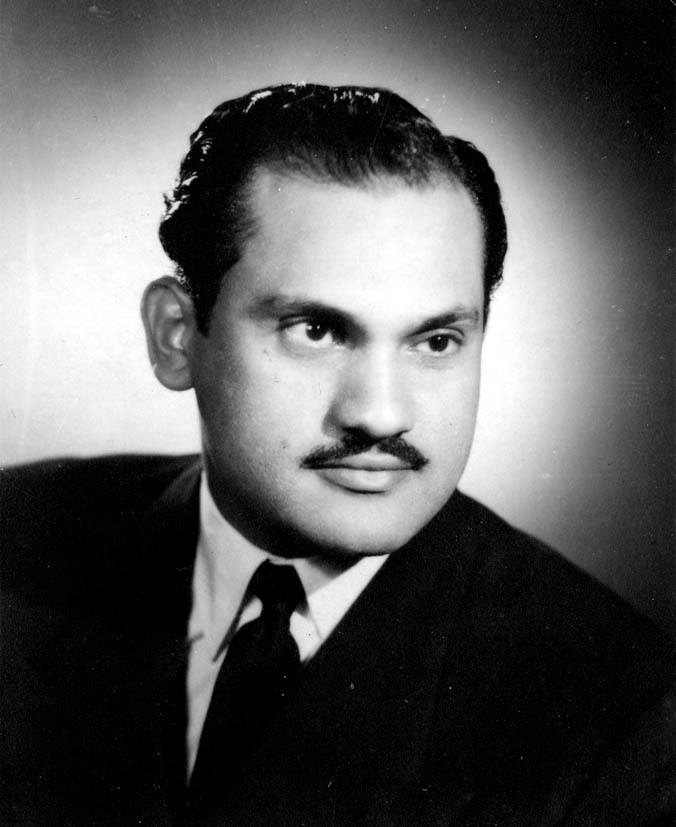
دكتور معوض جاد الرب

- امرأة أخرى
- العفريت
- لأنه أخى
- لاتسرع الخطى
- النيل يشهد
- بقيه عمر
- انها أيضا لى
- يد الله
- لحم الصديق
- بنت السقا
- الكأس
- سأعود غدا
- الناس والكلاب
- صور من الماضى

## اقرأ
- كتاب الناس والكلاب
- الناس والكلاب مكتبة نون الإلكترونية

## مصدر
- الكتاب الماسى
- دار الكتب والوثائق العراقية
- WorldCat
- الإمارات العربية المتحدة، المكتبات العامة
- [encl.ae:8000/Record/vtls000017703]MCYCD Public Library Catalogue
- مكتبة نُون الإلكترونية
- الكتاب الماسى
- دار الكتب والوثائق العراقية